# Hillary Canyon
Hillary Canyon – podmorski kanion znajdujący się we wschodniej części Morza Rossa. Został nazwany na cześć Edmunda Hillary'ego, który wraz z Szerpą Tenzingiem Norgayem jako pierwszy w historii zdobył szczyt Mount Everest. Kanion jest częścią złożonego systemu podwodnych kanionów, które odgrywają istotną rolę w transporcie osadów oraz cyrkulacji wód głębinowych w tym regionie.